# Arkys walckenaeri
Espèce
Synonymes
- Arkys clavatus Keyserling, 1890
- Arkys nitidiceps Simon, 1908

Arkys walckenaeri est une espèce d'araignées aranéomorphes de la famille des Arkyidae.

## Distribution
Cette espèce est endémique d'Australie.

## Description
La carapace de la femelle holotype mesure 3 mm de long et l'abdomen 5 mm.

## Publication originale
- Simon, 1879 : Note sur les Epeiridae de la sous-famille des Arcyinae. Annales de la Société Entomologique de Belgique, vol. 22, p. 55-61 (texte intégral).